# Stilus

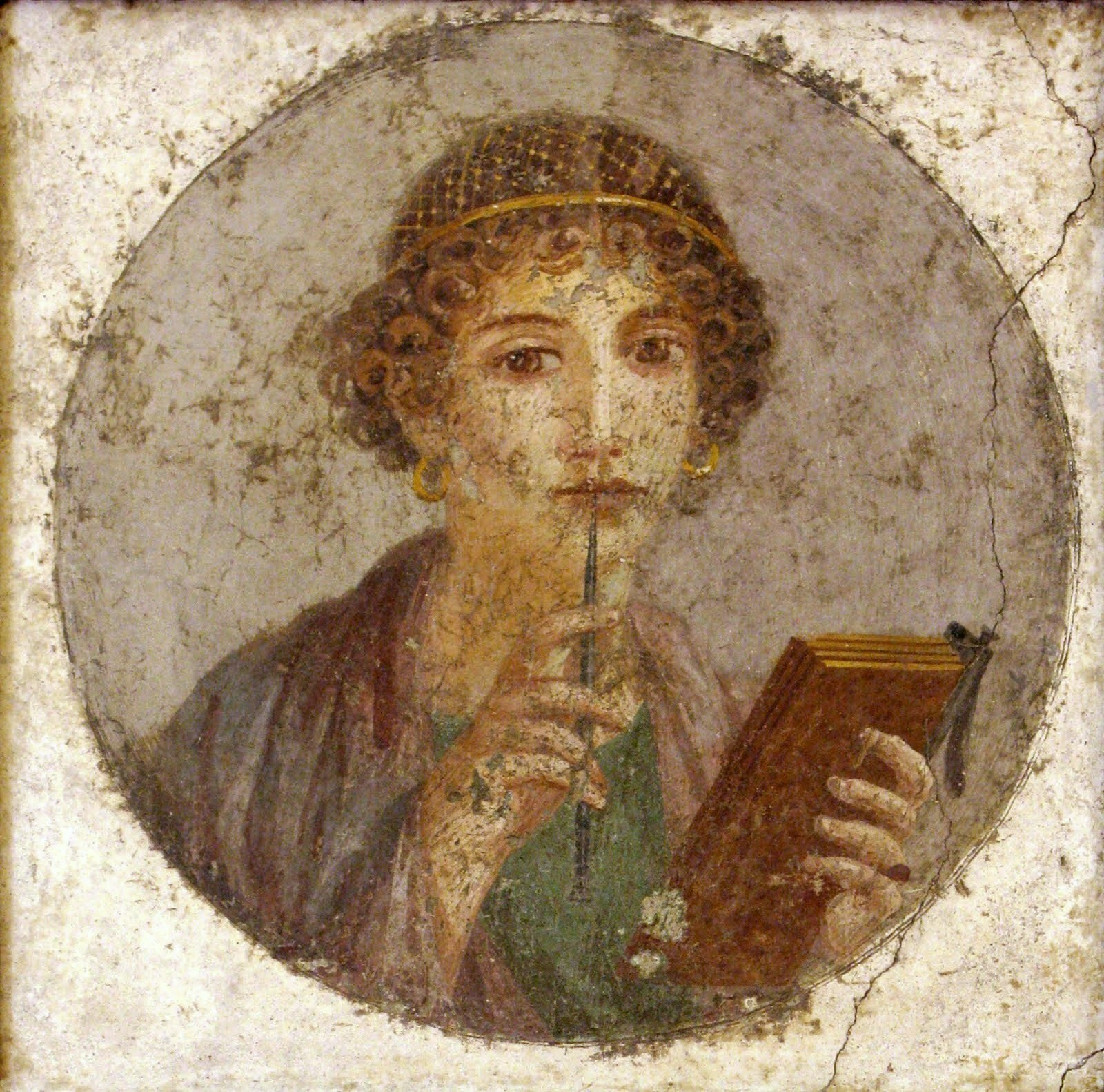
Junge Frau mit Wachstafelbuch und Stilus, Pompeji

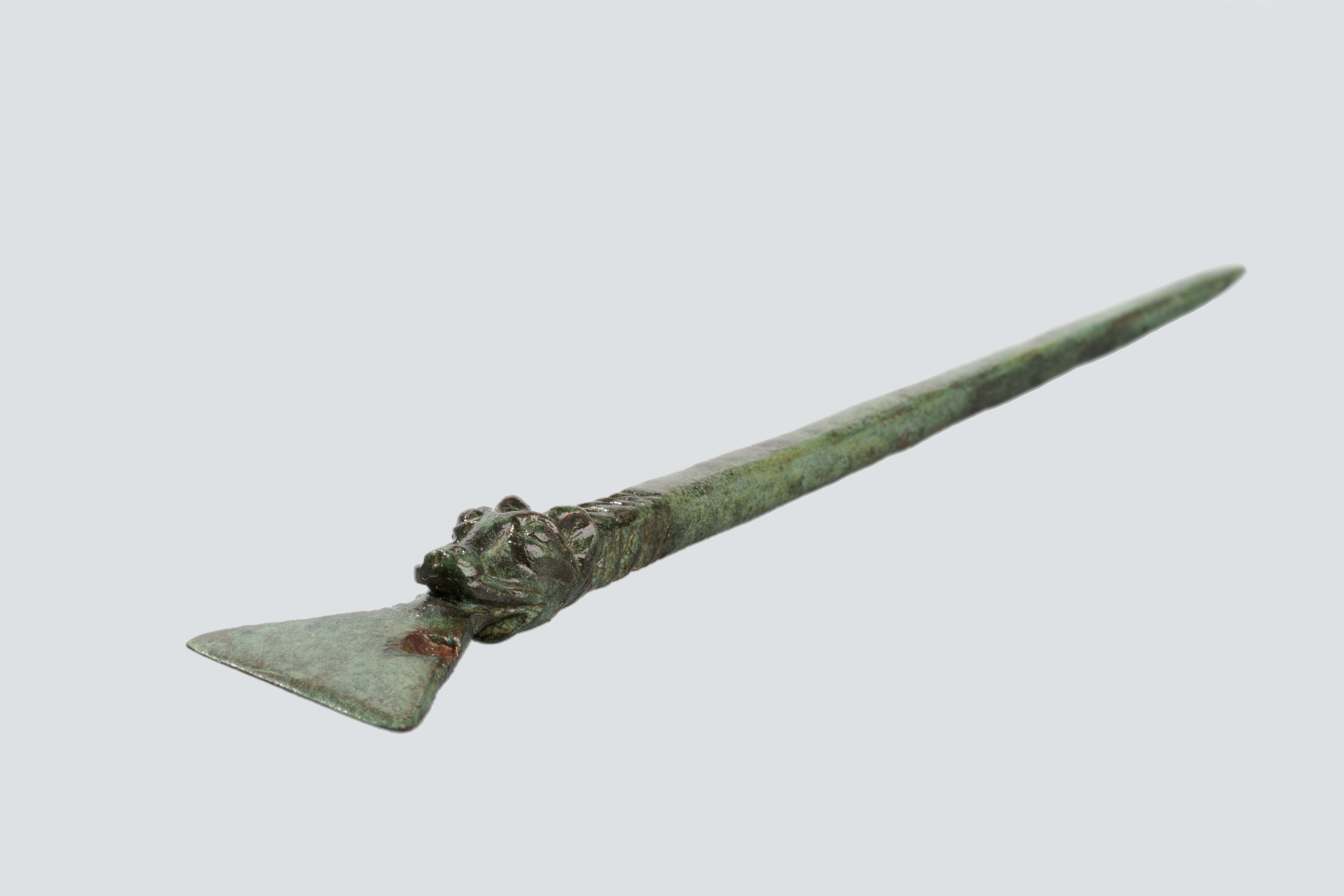
Römischer Stilus im Museum Het Valkhof, Nijmegen. Vorn das breite Ende zum Glätten des Wachses, hinten das spitze Ende zum Schreiben.

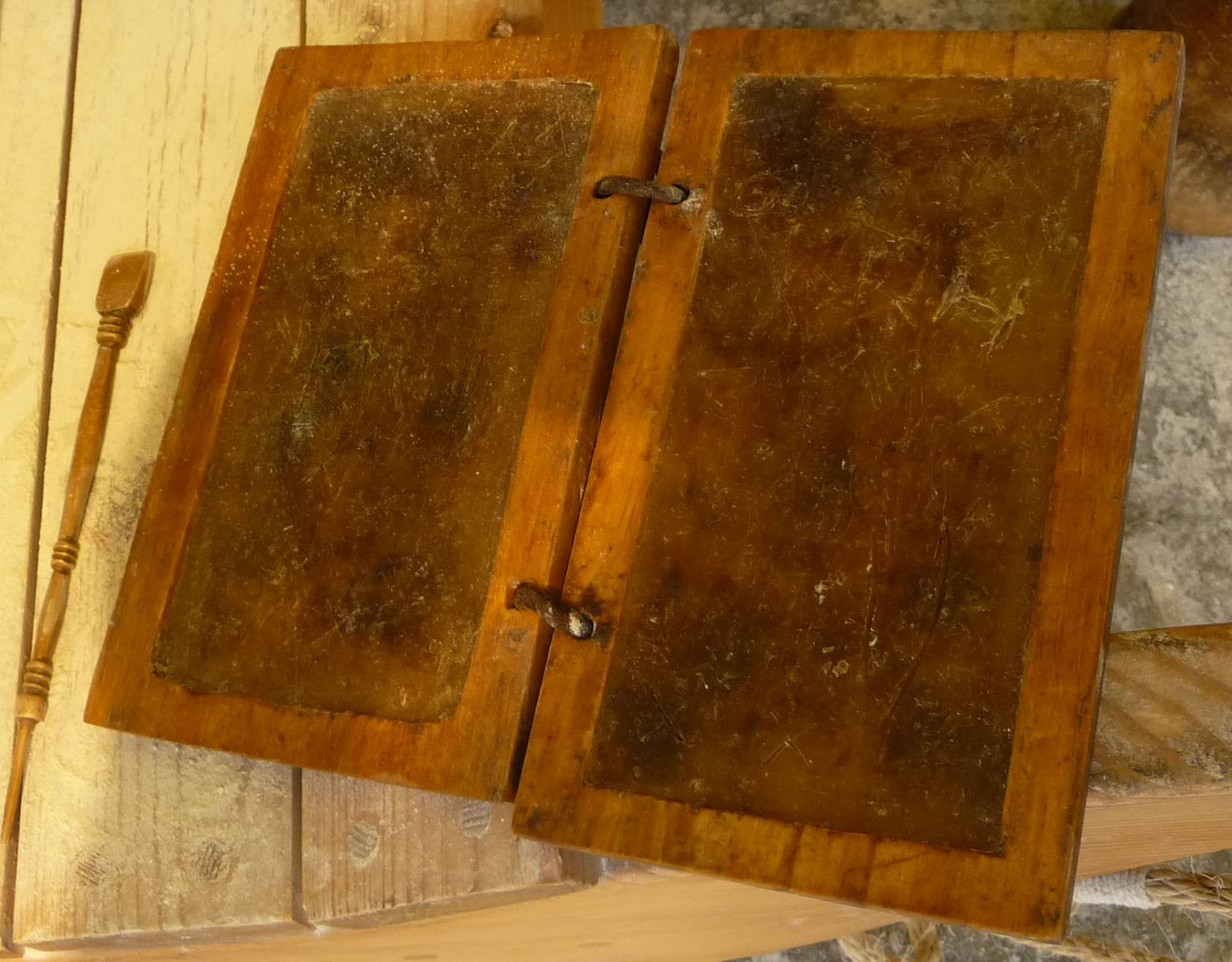
Wachstafeln mit Stilus

Ein Stilus (lat. für „Griffel“; Plural Stili) ist ein spitzer Stift aus hartem Material, welcher in der Antike als Schreibgerät gebräuchlich war. Auch im Mittelalter wurde er noch verwendet. Er bestand aus Eisen, Bronze, Knochen oder Elfenbein, gelegentlich auch aus Silber. Stili sind aus zahlreichen bildlichen Darstellungen der Antike bekannt; auch originale Exemplare sind erhalten.

## Verwendung
Der Stilus wurde für das Schreiben auf Wachstafeln verwendet. Die Schrift wurde mit der Spitze des Stilus in das Wachs gekratzt.
Mit dem spatelförmig abgeflachten Ende des Stilus konnten Fehler durch Glätten des Wachses „radiert“ und überschrieben werden. Hierher rührt die lateinische Redewendung stilum vertere (wörtlich: „den Griffel umdrehen“) als Ausdruck für „tilgen“.

## SchreibweiseStylus
Mit der Schreibweise Stylus bezeichnet das Fremdwort im Deutschen verschiedene Dinge, bei deren Benennung der antike Schreibgriffel Pate stand: unter anderem den Griffel in der Botanik und einen Eingabestift. Die Schreibweise mit y entstand vermutlich durch Einfluss des griechischen Wortes στῦλος stylos, das „Säule“ bedeutet.
Sofern das antike Schreibgerät gemeint ist, gilt im Deutschen jedoch nur die Schreibweise Stilus als korrekt, entsprechend der Schreibweise stilus im Lateinischen. Im Englischen hingegen wird die Schreibweise stylus sowohl für antike wie für moderne Schreibgeräte verwendet.